# Olijfolie

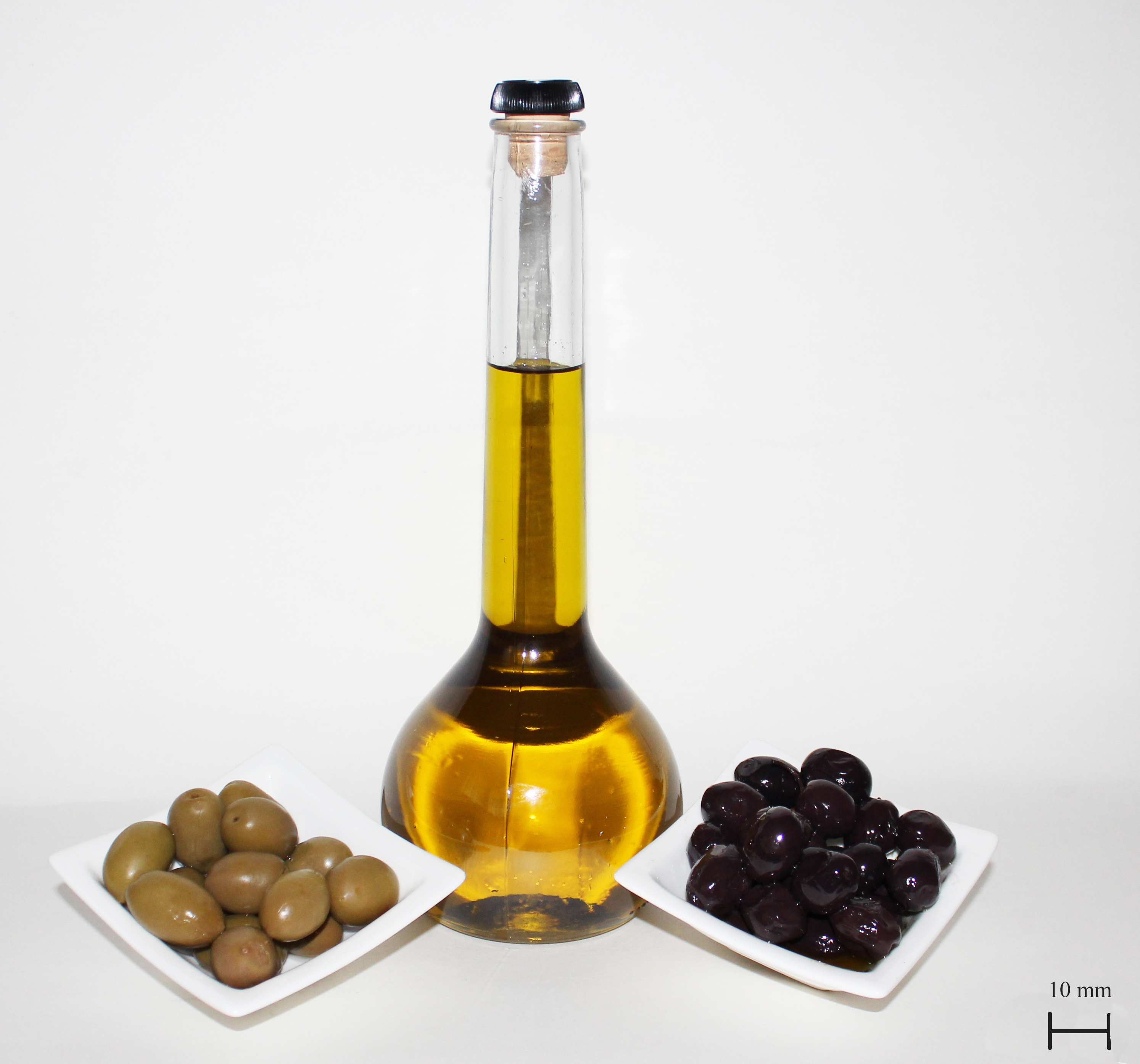
Olijfolie

Olijfolie is een plantaardige olie die door persing uit olijven, de vruchten van de olijfboom, wordt gewonnen. De oudste gegevens tonen aan dat deze olie al 4000 jaar voor het begin van onze jaartelling gebruikt werd. Rond 1200 voor Christus.l brachten de Feniciërs de olijfboom naar Italië. Olijfolie wordt vooral bij de voedselbereiding gebruikt. In veel landen rond de Middellandse Zee is olijfolie al duizenden jaren van belang in verschillende toepassingen. Niet alleen als voedingsmiddel, het werd ook gebruikt als brandstof voor verlichting door middel van olielampen.

## Samenstelling en eigenschappen
De olie heeft een groene of gele kleur, in verschillende tinten. De kleur heeft niets te maken met de kwaliteit. Er zijn vele soorten olijfbomen en zij geven ieder hun specifieke olie. Olieproevers gebruiken daarom donkergekleurde glazen, zodat de kleur van de olie niet te zien is. Chlorophyl wordt wel gebruikt om de olie een groenere kleur te geven, omdat consumenten denken dat die olie beter is.
Het hoofdbestanddeel van olijfolie wordt gevormd door vetten van onverzadigd oliezuur. Daarnaast bevat olijfolie vetten van palmitinezuur, een verzadigd vetzuur. Een rijpe olijf bevat 15-35% olie, afhankelijk van de soort, de bodemgesteldheid en de weersomstandigheden. Olijfolie bevriest bij -6 °C en het kookpunt is 300 °C.
Olijfolie wordt als een gezond voedingsmiddel beschouwd. Dit heeft twee redenen. De olie is rijk aan enkelvoudig onverzadigde vetzuren en bevat stoffen die lichaamscellen beschermen tegen veroudering, zoals antioxidanten. Om deze redenen kan het bij een vetarm dieet nog steeds zinvol zijn om olijfolie te nuttigen.
Hoewel al duizenden jaren bekend en steeds weer bevestigd, is de positieve werking van olijfolie op de gezondheid anno 2005 nog steeds niet volledig verklaard. Het is daarom nog altijd een gewild onderwerp van voedselonderzoek. In september 2005 maakte het tijdschrift Nature bekend dat onderzoekers een stof genaamd oleocanthal in olijfolie aangetroffen hebben met een werking gelijk aan de pijnstiller en ontstekingsremmer Ibuprofen. Prof. M. Katan, emeritus hoogleraar voedingsleer aan de Vrije Universiteit in Amsterdam, verklaarde in dagblad Trouw dat olijfolie gezond is, maar niet gezonder dan slaolie of andere oliën. De voornaamste reden van het gezondheidsimago van olijfolie ligt volgens hem in de door de Europese Unie gesubsidieerde onderzoeken naar de gezondheidseffecten van olijfolie. Deze onderzoeken vinden vooral plaats juist omdat er een overschot van olijfolie in Europa is.
Plantaardige vetten zoals olijfolie bevatten meer onverzadigde vetzuren, dat wil zeggen vetzuren met dubbele bindingen, dan dierlijke vetten. Onverzadigde vetzuren verlagen het cholesterol-gehalte van het bloed: ze hebben een gunstig effect op het "lipiden-profiel" van het bloed. Als onverzadigde vetzuren echter langdurig hoog verhit worden, ontleden ze en vormen ze zelf radicalen. Deze radicalen reageren direct tot onvolledige verbrandingsproducten zoals polycyclische aromatische koolwaterstoffen, waarvan sommige kankerverwekkend zijn. Olijfolie ontleedt wanneer ze langdurig tot een temperatuur van 150 °C-200 °C verhit wordt, bij wokken of braden gaat de olijfolie dan walmen. Andere oliën, zoals pindaolie (arachide-olie), kunnen hoger verhit worden, omdat deze alleen mono-onverzadigde vetzuren bevat. Eenmalige verhitting van olijfolie bij wokken of braden is geen probleem, maar langdurig en meerdere malen verhitten zoals bij frituren wordt afgeraden.
Te hete olie moet überhaupt niet worden gebruikt tijdens de voedselbereiding: eiwitten kunnen met reducerende suikers in met name zetmeelhoudendende producten als aardappel,- en graanproducten, bij hoge temperatuur leiden tot de vorming van acrylamide, dat potentieel kankerverwekkend is.

## Aanbouw

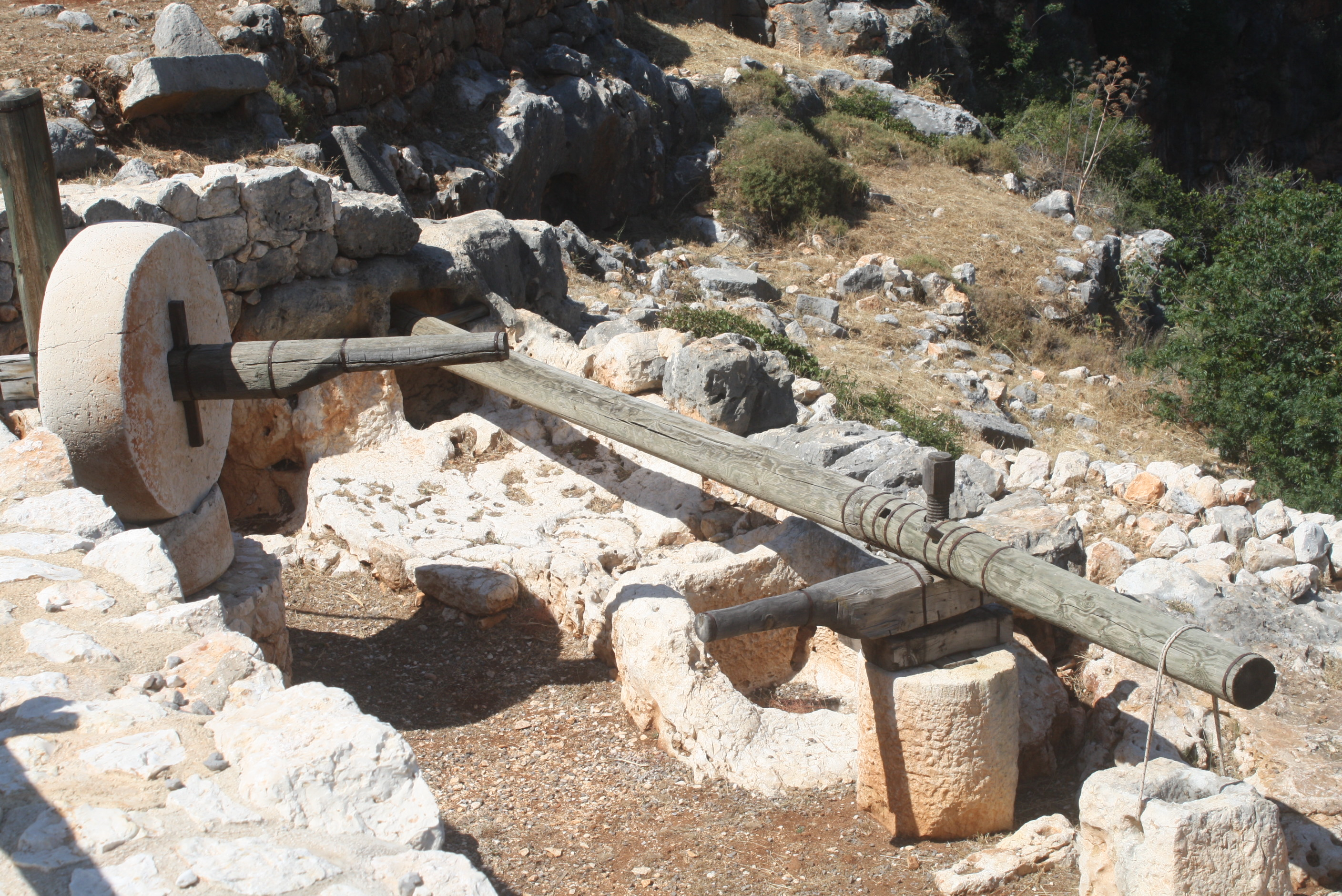
Historische olijfolie-werkplaats

### Geschiedenis
Het is niet duidelijk wanneer en waar olijfbomen voor het eerst werden gedomesticeerd. De moderne olijfboom is mogelijk ontstaan in het oude Perzië en Mesopotamië en verspreidde zich naar de Levant en later naar Noord-Afrika, hoewel sommige geleerden pleiten voor een Egyptische oorsprong. De olijfboom bereikte Griekenland, Carthago en Libië omstreeks de 28e eeuw voor Christus, nadat hij door de Feniciërs westwaarts was verspreid. Tot ongeveer 1500 voor Christus waren de oostelijke kustgebieden van de Middellandse Zee het meest bebouwd.
Er zijn ook aanwijzingen dat er in 2500 v.Chr. olijven op Kreta werden verbouwd. De oudste nog bestaande olijfolie amforen dateren uit 3500 v.Chr. (vroege Minoïsche tijd), maar algemeen wordt aangenomen dat de productie van olijfolie vóór 4000 voor Christus is begonnen. Olijfbomen werden zeker in de laat-Minoïsche periode (1500 v.Chr.) op Kreta verbouwd, en misschien al in de vroege Minoïsche periode. De teelt van olijfbomen op Kreta speelde een belangrijke rol in de economie van het eiland, net als aan de andere kant van de Middellandse Zee. Later, toen Griekse koloniën in andere delen van de Middellandse Zee werden gesticht, werd de olijventeelt geïntroduceerd in plaatsen als Spanje en bleef deze zich over het Romeinse Rijk verspreiden. Olijfbomen werden in de 16e eeuw op het Amerikaanse continent geïntroduceerd waar de teelt begon in gebieden met een klimaat vergelijkbaar met dat van de Middellandse Zee, zoals Chili, Argentinië en Californië.

## Productieproces

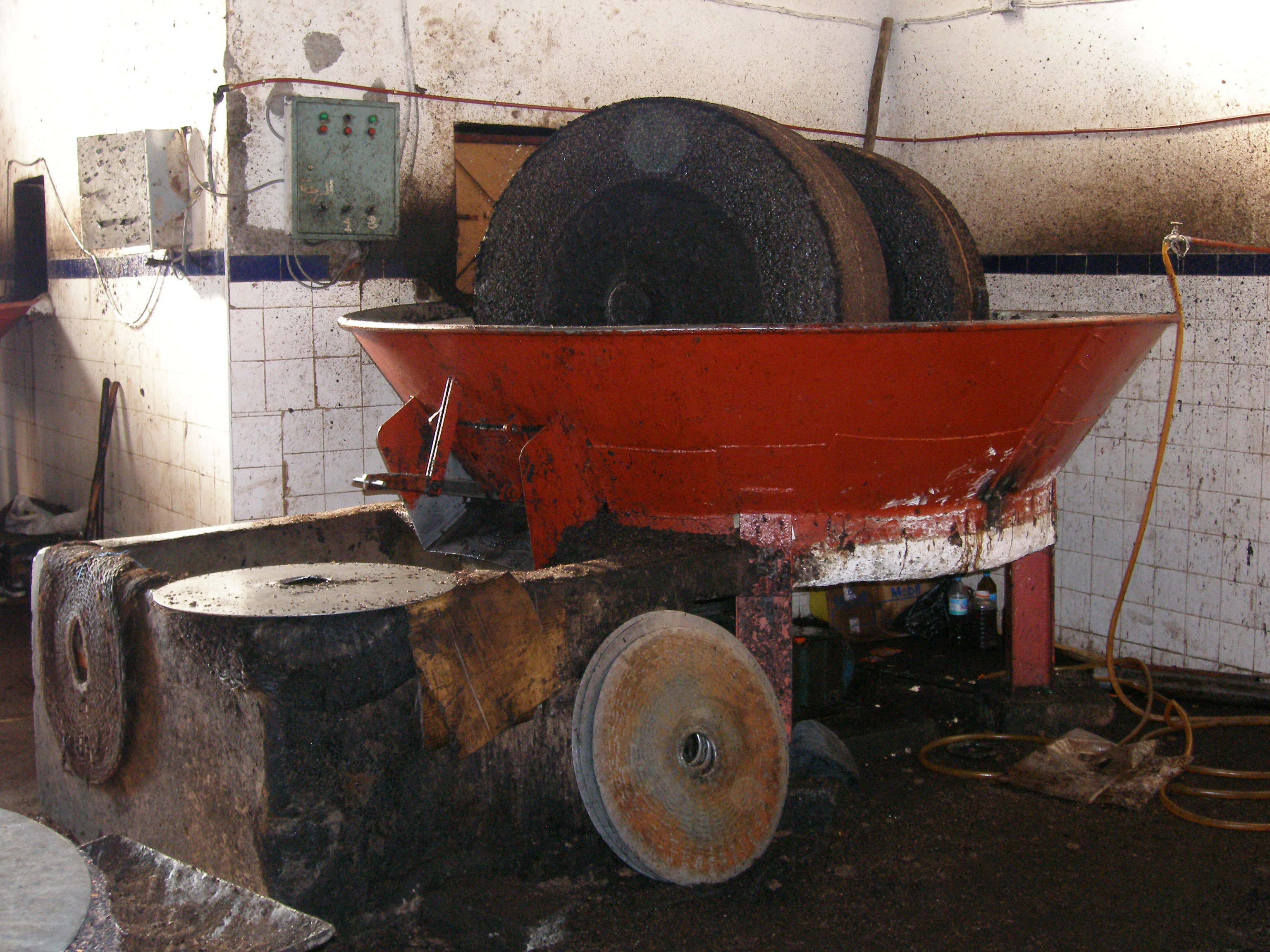
Malen van olijven tot pasta in Marokko

Olijven worden meestal van november tot januari geoogst, afhankelijk van de soort olijven. Voor de betere olie worden de olijven vaak met de hand geplukt. Olijven die van de boom gevallen zijn, worden niet gebruikt, zij zijn te rijp. De moderne schudmachines, die de boom schudden waarna de vruchten vanzelf vallen, worden bij oudere olijfbomen niet gebruikt, daar zij de wortels zouden kunnen beschadigen.
Omdat olijven na het plukken snel beginnen te fermenteren, moeten ze zo snel mogelijk verwerkt worden. In een aantal processtappen worden takjes en blaadjes verwijderd en de olijven worden gewassen en gemalen tot een pasta. Uit deze pasta kan vervolgens de olie gewonnen worden. Dat kan op twee manieren, namelijk door te persen of door te centrifugeren.

### Methode 1: persen
De pasta wordt gekneed en geperst, vroeger met een vijzelpers, later hydraulisch onder grote druk tot 400 bar. Het olie-watermengsel uit de pers wordt gescheiden in een centrifuge. Hoewel dit de koude persing wordt genoemd, wordt de pasta iets verwarmd door de wrijving, maar hierdoor kan de olie gemakkelijker uit de pasta komen. De temperatuur mag echter niet boven de 28 °C komen, om te voorkomen dat de chemische samenstelling van de olie verandert. Dit geldt ook voor de olie nadat hij in de fles gebracht is.
De eerste persing geeft een opbrengst van ongeveer 10-20% olie bij ±15 °C, dat wil zeggen voor 1 liter olijfolie is 5-10 kilo olijven nodig.

### Methode 2: centrifugeren
Tegenwoordig wordt meestal met een centrifuge het olie-watermengsel uit de pasta afgescheiden van de pulp. De liggende trommel in de centrifuge is bijna 2 meter lang en heeft een diameter van ruim een halve meter. De trommel draait met ongeveer 3000 toeren per minuut. Om de trommel zit een stevige mantel zodat het proces zelf niet direct waarneembaar is. Het voordeel van deze methode is dat de pit van de olijf heel blijft (het breken van de pit geeft de olie een wrange smaak) en dat het een continu proces is. Bij centrifugeren kan dan ook niet gesproken worden van 1e of 2e persing.

### Proces in beelden
Het proces wordt getoond op onderstaande foto's. Deze zijn genomen in het dorpje Vasilika op het Griekse eiland Lesbos.

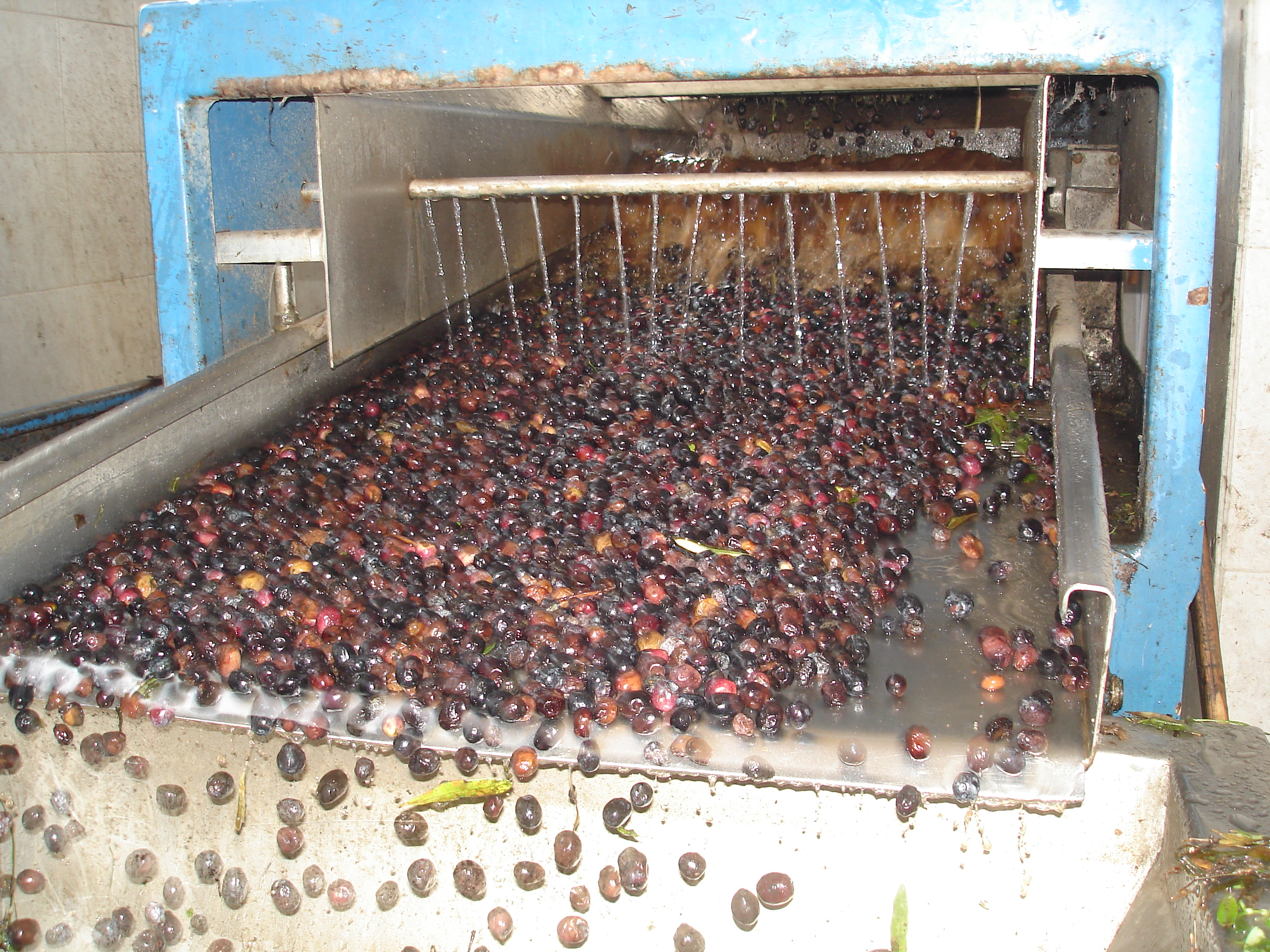
Het spoelen van de olijven.
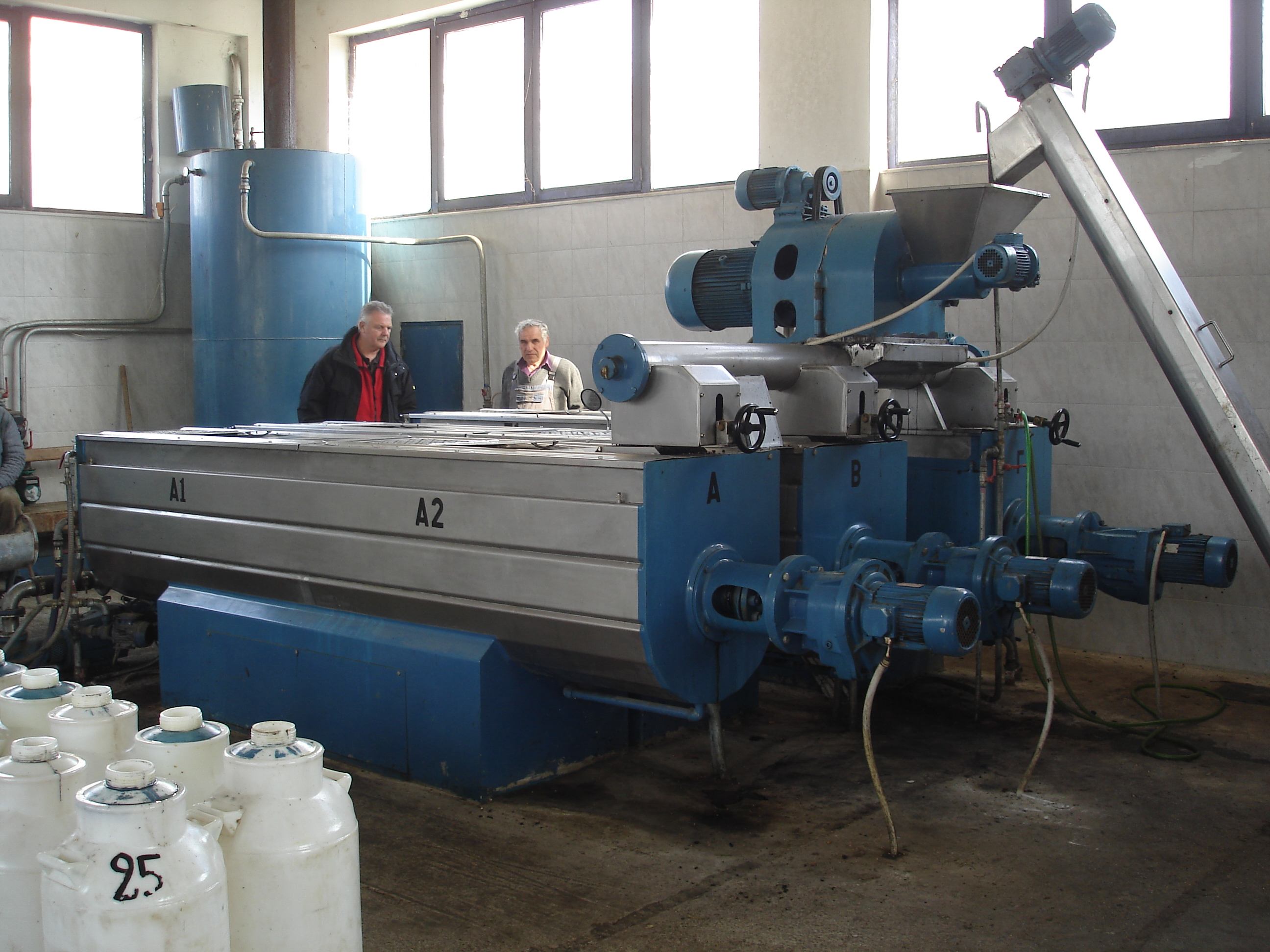
De olijven worden verwarmd en langzaam tot pasta vermalen.
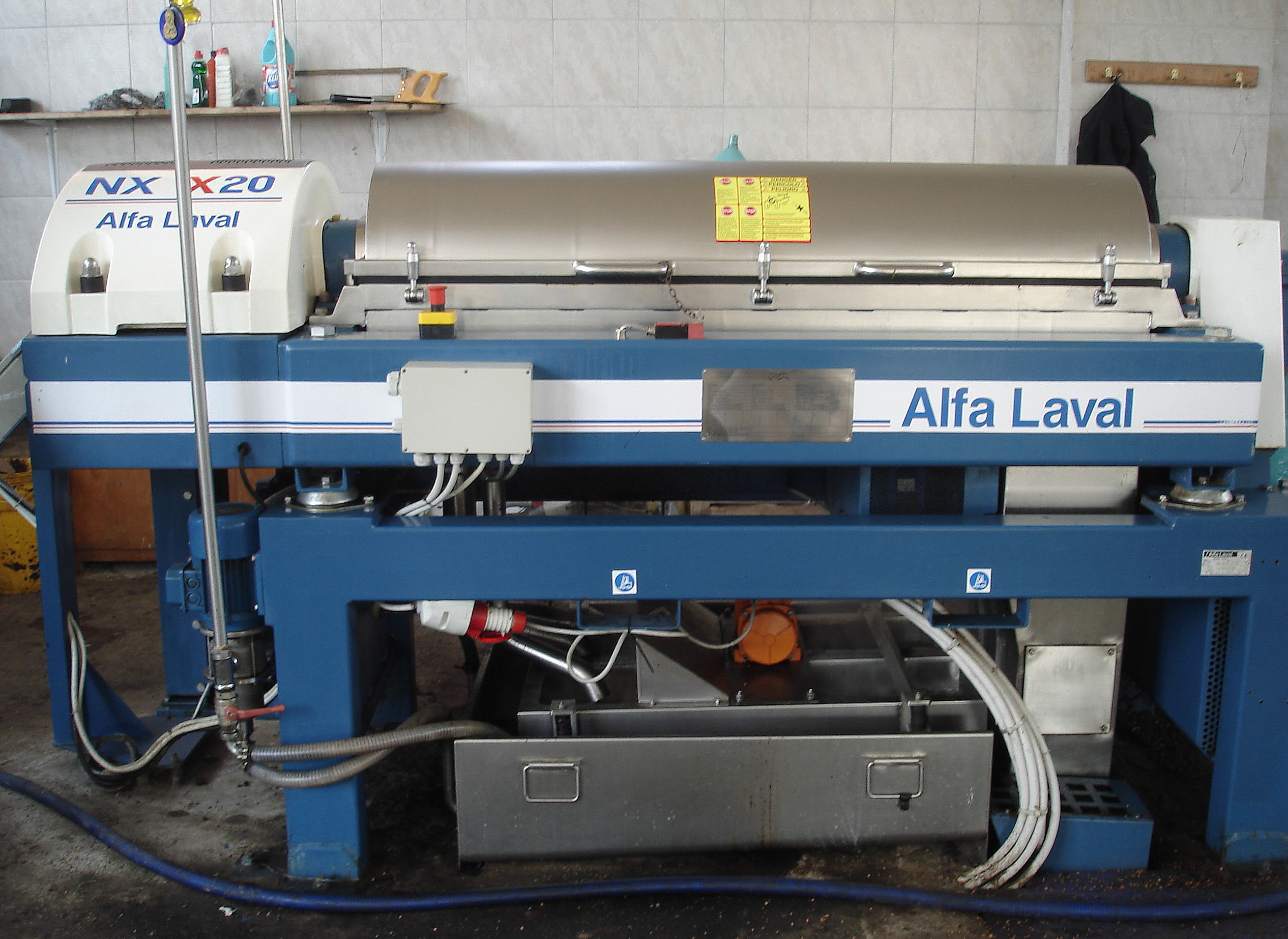
De centrifuge voor het scheiden van het vocht (olie met water) van de pasta.
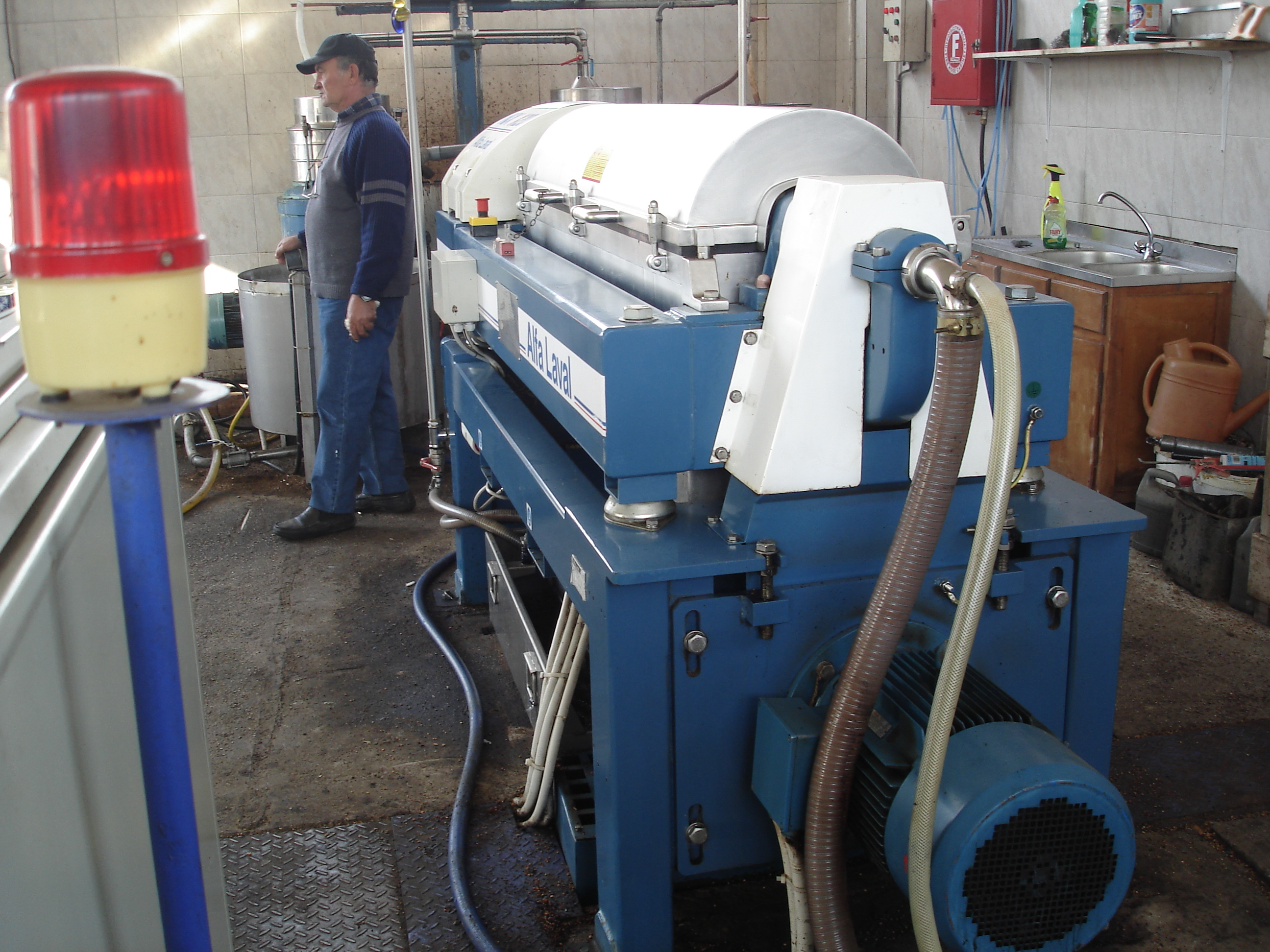
De centrifuge vanaf de kop gezien. De pasta wordt hier ingespoten.
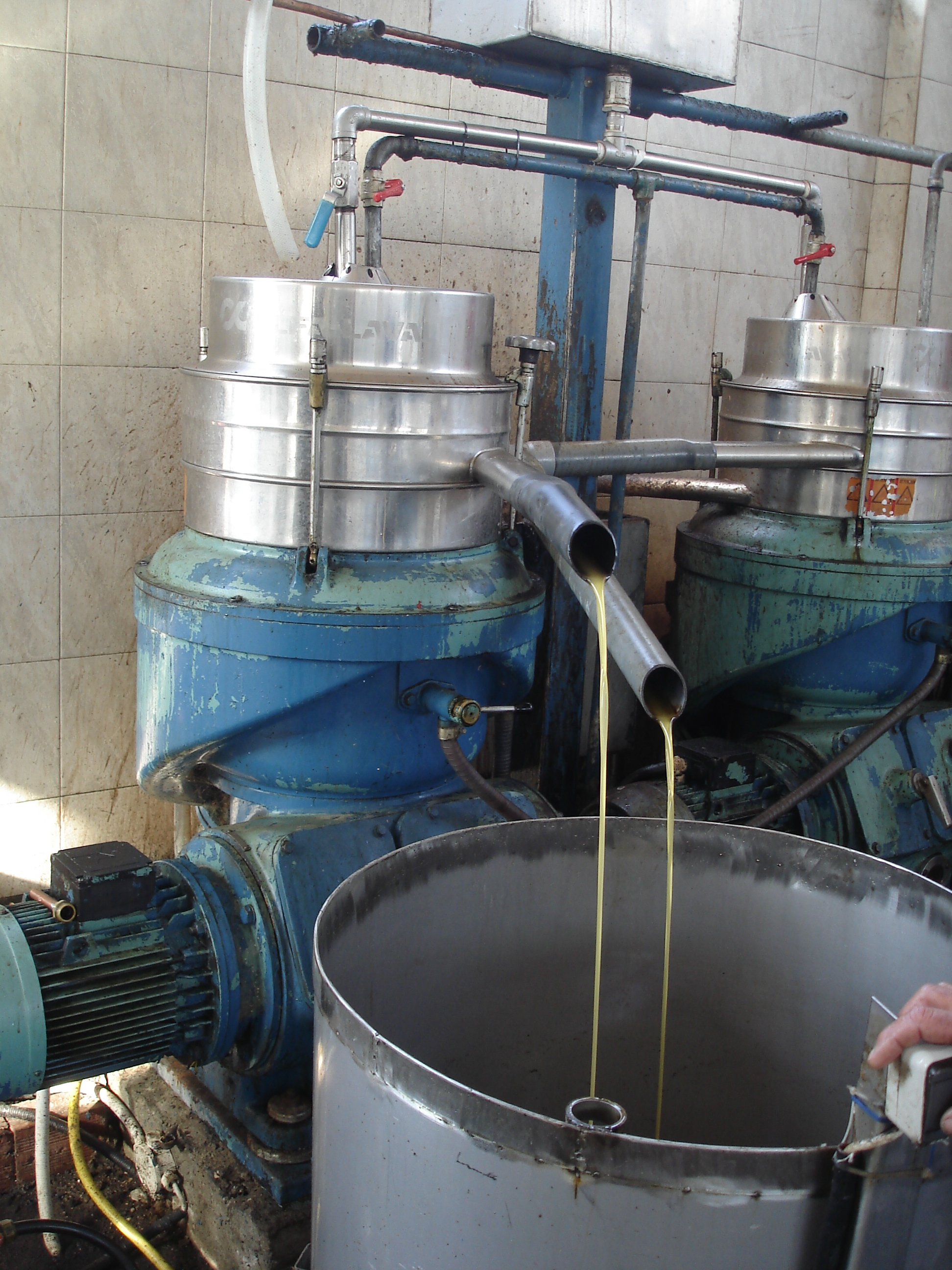
Met een verticale centrifuge wordt de olie van het water gescheiden.

### Milieuproblemen

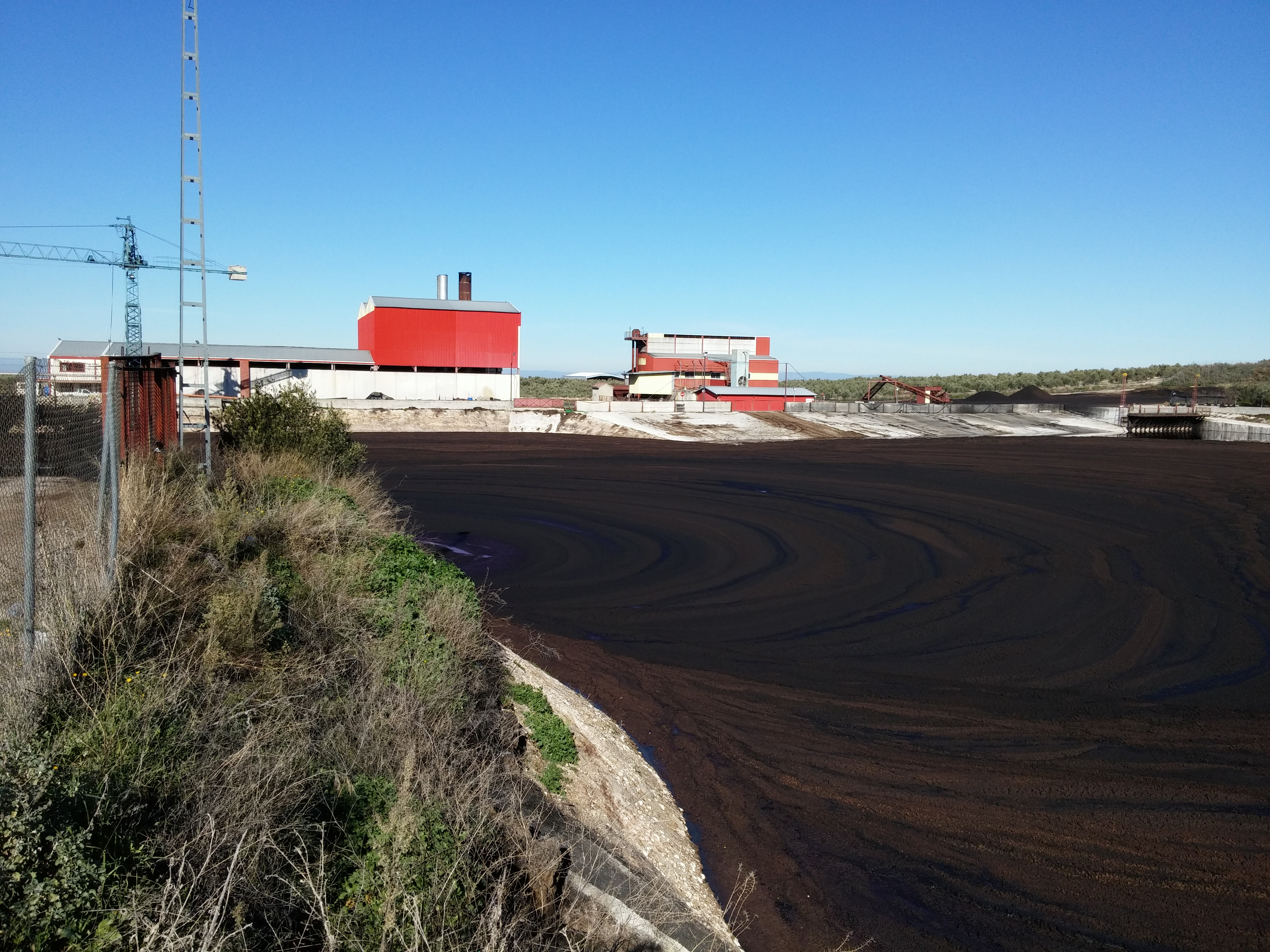
Opvangbekken voor alpecín bij de olijfgaarden van Mancha Real, 15 à 20 km ten oosten van Jaén, Andalusië, Spanje

Een belangrijk milieuprobleem van de olijfoliefabricage is de na het persen en destilleren als afvalstof vrijkomende, vloeibare, bittere droesem. Onder andere in Griekenland en in Andalusië, Spanje, is dit probleem groot. De droesem heet in het Spaans amurca, hetgeen "bitter" betekent, of alpecín.
Het is van groot belang, dat deze droesem niet in oppervlaktewateren wordt geloosd, daar deze zeer schadelijk is voor al het leven in de rivieren en beken. In 2019 is vastgesteld dat in de Guadalbullón, 30 km bovenstrooms van Jaén (Andalusië) , door de lozing van deze afvalstof bijna de gehele visstand in de rivier is doodgegaan, met uitzondering van de barbeel. De amurca kan gedeeltelijk worden gerecycled door het spul als bemesting tussen de olijfbomen te gieten. Reeds ten tijde van Plinius de Oudere, die hiervan melding maakte, pasten de Romeinen deze recycling toe. Modernere toepassingen van hergebruik van amurca, waarmee in Andalusië wordt geëxperimenteerd, zijn: gebruik als bio-brandstof en recycling voor de productie van bioplastics.

## Bewaren van olijfolie
Er zijn drie grote vijanden van olijfolie: licht, lucht (oxidatie) en warmte. Daarom moet olijfolie als het even kan donker bewaard worden, maar niet per se koel. Een door koude gestolde olijfolie behoudt zijn kwaliteit als hij weer langzaam op temperatuur komt. Een verhitte olijfolie verliest echter zijn kwaliteit.
Dat olie na 18 maanden pas haar smaak gaat verliezen is onzin. En de kwaliteit verandert zeer zeker in de loop der tijd. Elke olie wordt uiteindelijk ranzig (oxidatie). Sommige olijfolies verliezen na 6 maanden al hun smaak en geur. Andere houden het langer vol. Dit hangt af van de soort olijf, de tijd van de pluk, het verloop van het productieproces, de opslag en zelfs het vervoer naar de winkels. Als een vrachtwagen met olijfolie drie dagen in de hitte heeft stilgestaan, komt dit de kwaliteit niet ten goede.

## Kwaliteiten van olie
De zuiverheid van de olijfolie wordt gemeten door de bepaling van het vrije zuur omdat bij degradatieprocessen in de olijfolie oliezuur uit de estervorm vrijgemaakt wordt. Als de olie niet meer dan 2% vrij zuur bevat, mag de olie "vergine" of "virgen" olijfolie heten. Indien dit gehalte 0,8% of lager is, dan mag de olijfolie "extra vergine" of "extra virgen" genoemd worden. Verder komt in de formele Nederlandse kwaliteitsaanduiding "eerste koude persing" voor. "Koude" houdt in dat de temperatuur tijdens het fabricageproces niet boven 28 °C mag komen. "Eerste persing" heeft geen betekenis meer, omdat de krachtige persen of centrifuges alle olie uit de gemalen olijvenpasta halen. Vroeger werd de pasta na de eerste persing met heet water vermengd om resterende olie te kunnen winnen. Naast de Spaanse term "virgen" en de Italiaanse term "vergine" wordt ook de Franse term "vierge" gebruikt; deze is afkomstig uit de door het Frans geïnspireerde culinaire wereld. Frankrijk zelf produceert overigens amper olijfolie.

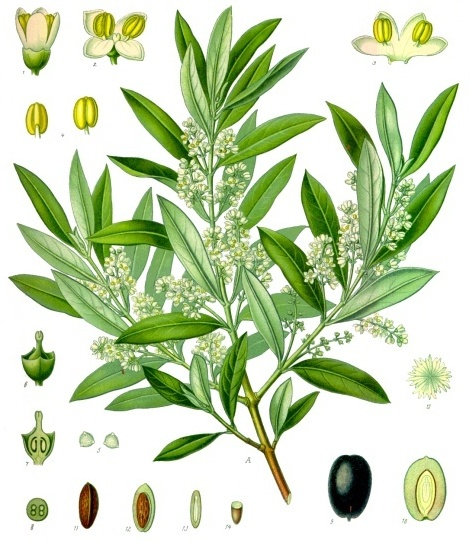
bron: Koehler (1887).

Olijfolie die niet aan de kwaliteitseisen voor directe consumptie voldoet, wordt veelal geraffineerd om de zuurgraad te verlagen en smaak- en geurdefecten te verwijderen. Er ontstaat dan geraffineerde olijfolie, die voor consumptie gemengd wordt met een beetje vierge of extra vierge olie om er iets smaak aan te geven. Het product heet dan gewoon "olijfolie" of "pure olijfolie"; dit laatste is een nogal verwarrende term. De gewone merken olie in de supermarkt bieden naast vierge olijfolie bijna allemaal ook deze 'gewone' olijfolie, waar in Nederland vaak de termen "Classic" ("Classico") en "Mild" voor worden gebruikt.
Een laatste kwaliteit olie die nauwelijks in de winkel wordt aangeboden, maar wel in de horeca wordt gebruikt voor koken en frituren, is de "olie van afvallen van olijven" of "olio di sansa" of "pomace-olive oil". Deze olie wordt met een oplosmiddel en onder grote hitte gehaald uit de (zo goed als) droge pulp, die na het persen van de vierge olie in de olijvenresten of -afvallen overblijft. Ook deze olie wordt gemengd met een beetje vierge olie om er iets smaak aan te geven.

### Categorieën
De International Olive Council (IOC) heeft regels opgesteld omtrent de verschillende categorieën olijfolie
- "Extra Virgin olijfolie" (Extra virgin olive oil, EVOO) moet mechanisch worden geperst zonder hitte of chemische toevoeging en moet minder dan 0,8% vrije zuren bevatten. De olie is uit de eerste, koude pers.
- "Virgin olijfolie" (Virgin olive oil) moet minder dan 2,0% vrije zuren bevatten. Een variant met minder dan 3,3% vrije zuren is uitsluitend bedoeld voor raffinage of technisch gebruik: "Virgin olijfolie niet geschikt voor consumptie" (Virgin olive oil not fit for consumption).
- "Ordinary virgin olijfolie" moet minder dan 3,3% vrije zuren bevatten en mag niet in alle landen direct aan de consument worden verkocht.
- "Geraffineerde olijfolie" (Refined olive oil) is via raffinage geproduceerd uit virgin olijfolie en moet minder dan 0,3% vrije zuren bevatten.
- "Olijfolie" (Olive oil) is een mengsel van EVOO en geraffineerde olie die mechanisch is geproduceerd. De pulp wordt voor een tweede keer geperst, verhit en gewassen om meer olie te produceren. Door de verhitting wordt de smaak lichter en daardoor goed om voor het koken te gebruiken Het bevat minder dan 1,0% vrije zuren.
- "Vruchtenpulp olijfolie" (Olive pomace oil) is de olie die wordt verkregen door de vruchtenpulp met oplosmiddelen of ander middelen te behandelen, daarbij uitgesloten olie die verkregen wordt door re-esterificatie of mengen met andere olie.

## Productievolume
Spanje, Marokko, Italië, Griekenland, Tunesië en Turkije zijn in deze volgorde de grootste producenten, maar ook op heel andere plekken van de wereld wordt dit geproduceerd, zoals Kroatië, Australië en China. Het merendeel van de olijfolie komt echter toch uit de Europese Unie. Zij produceert 80% en verbruikt 70% van alle olijfolie in de wereld.
De olijventeelt is wijdverbreid in het hele Middellandse Zeegebied en is belangrijk voor de plattelandseconomie, het lokale erfgoed en het milieu. In 2000 besloeg het olijventeeltareaal in de EU ongeveer 5.163.000 ha, wat circa 4% van het totale land- bouwareaal was. Van dat olijventeeltareaal lag 48% in Spanje en 22,5% in Italië. Er zijn in de EU ongeveer 2,5 miljoen olijventelers, dat is circa een derde van alle landbouwers in de EU. Italië telt 1.160.000 olijventelers, Griekenland 840.000, Spanje 380.000 en Portugal 130.000. In veel productiegebieden zijn olijven, en olijfolie, de belangrijkste bron van werkgelegenheid en economische bedrijvigheid. Ook het landschap in die gebieden is eeuwenlang door de olijventeelt gevormd.
| Topproducenten van olijfolie 2018 | Topproducenten van olijfolie 2018 |
| Land                              | Productie (ton)                   |
| --------------------------------- | --------------------------------- |
| Spanje                            | 1.790.309                         |
| Griekenland                       | 327.718                           |
| Tunesië                           | 278.300                           |
| Italië                            | 277.713                           |
| Marokko                           | 174.400                           |
| Turkije                           | 154.326                           |
| Syrië                             | 118.281                           |
| Portugal                          | 109.443                           |
| Algerije                          | 96.632                            |
| Egypte                            | 28.800                            |
| Argentinië                        | 27.500                            |
| Chili                             | 21.900                            |

## Toepassingen
- brandstof voor verlichting,
- ingrediënt van dressings voor salades (bijvoorbeeld vinaigrette),
- bakolie voor de bereiding van maaltijden,
- medicijn,
- balseming,
- schoonheidsmiddel (onder andere voor huid en haar),
- onderdeel van religieuze ceremonies,
- onderdeel van een artistieke performance, zoals Quando L'Uomo principale è una donna (2004) (ook bekend als Olielijf) van Jan Fabre.

## Trivia
- Het vriendinnetje van Popeye heet Olive Oyl. In het Nederlands wordt ze meestal Olijfje genoemd.
- (Extra) virgin olijfolie is net zo geschikt als andere soorten olijfolie voor verhitting. Deze mythe bestaat nog omdat er vroeger resten van pitten in konden zitten en die verbranden tijdens het verhitten, tegenwoordig wordt olie altijd gefilterd.[8]